# 천경공방전
천경공방전(天京攻防戰)은 1864년 청나라군과 태평천국군과의 전투이다. 천경은 지금의 난징으로 태평천국이 수도로 삼았던 곳이다. 1864년의 이 전투는 태평천국이 국가의 형태를 유지한 마지막 전투였다.

## 전초전
1863년 6월, 절강제독 포초가 구보주를 차지하면서, 태평천국군은 장강 북쪽의 지배권을 잃었다. 포초는 장강을 도하하여 천경의 신책문 밖에 진을 쳤다. 9월에 증국번의 동생 증국전이 공격을 시작했고 도시의 남동쪽 상방교와 남서쪽의 강동교를 탈취했다. 증국전은 교외를 계속 공격했고, 11월 초순에는 상방문 ·고교문·쌍교문, 칠교옹, 말릉, 중화교를 확보했다. 이에 따라 태평천국군은 자금산 남쪽 지역을 모두 잃었다. 11월 중순에는 순화·해계· 용도 ·호숙· 삼차진이 청나라의 지배하에 들어갔다. 동시에 수사제독 팽옥린과 그의 부하의 양악빈은 고순을 점거하고 포초군을 엄호했다. 11월 하순에 율수의 태평천국의 수비대는 청군에 항복했다. 그 결과, 태평천국군은 천경 8km의 광대한 지역에서 물러났다. 11월 25일, 증국전과 그 부하인 소경연은 명효릉에 군대를 전개시켰다. 이렇게 천경과 외부의 연락은 신책문과 태평문 뿐이었다.
12월 20일, 충왕 이수성은 단양에서 천경으로 돌아와 천왕 홍수전에게 천경을 포기하도록 권유했다. 그러나 홍수전은 그의 제안을 받아들이지 않았다. 홍수전은 자신과 신을 거스르는 자는 누구든지 처형하겠다고 선포했다. 이에 따라 태평천국군에 불만이 확산되면서 20만 병력이 천경에서 도주하거나 청군과의 전투에서 항복했다. 1864년 2월 28일에 자금산 꼭대기의 천보성이 함락되었다. 3월 2일, 증국전은 신책문과 태평문에 군대를 전개시켜 천경 포위를 완성했다.

## 전투
3월 12일, 증국전은 사다리를 이용하여 첫 번째 공격을 시도했지만 수비병들에게 배후에서 공격당하면서 실패했다. 그리하여 청군은 조양문 ·신책문· 금천문에 총 10개의 갱도를 파는 전략으로 전환했다. 태평천국군은 이에 맞서 성벽 뒤에 다른 벽을 만드는 전략을 취했다.
6월 1일, 홍수전이 병사했다. 5일 후 이수성은 모든 예비군과 문관을 투입하기로 결정했지만 이미 늦었다. 7월 3일에 자금산의 지호성이 함락되었다. 청군은 이곳에 포병을 배치해 포격을 하면서 갱도 부대를 엄호했다.
마지막 공격이 다가오고 있었다. 7월 18일, 이수성은 수비병 천명을 변장시켜 갱도 부대를 습격하도록 명령했지만, 청군이 속지 않아서 실패로 끝났다. 다음날 청군은 태평문 아래 갱도를 폭파해 성벽을 파괴했다. 수비병은 필사적으로 방어를 했지만, 끝내 막을 수 없었다. 청군은 4패로 나누어 공격을 시작했다. 왕원화의 군대는 천왕부를 공격했다. 유연첩군은 사다리를 놓아 침입했고, 주남계군과 함께 신책문을 공격하며 양군은 의봉문을 차지하고 서쪽 사자산으로 향했다. 팽육귤군은 통제문을 공격했다. 소부사군은 조양문과 홍무문을 공격했다.
수비병의 저항은 완강했고, 시가전은 격렬해졌다. 그러나 조양문이 함락된 이후 수비병의 사기는 떨어지고, 나봉원군은 취보문을 통해 침입했고, 이금주군은 팽육귤군과 함께 통제문으로 침입했다. 동시에 황익승이 수군을 이끌고 중관을 장악하며 강변 요새를 함락시켰다. 이어 원군인 진식은 수서문과 한서문을 함락시켰고, 밤까지 모든 문은 청군의 손에 장악되었다.
이수성은 아침녘에 태평문에서 패배한 후 천왕부에 돌아와 어린 천왕 홍천귀복을 데리고 한서문으로 탈출을 시도했다. 그러나 이수성의 수천의 군대는 뒤에서 진식군의 공격을 받아, 청량산으로 피신할 수밖에 없었다. 그날 밤 이수성과 잔여 병력 천명이 태평문에 가서 청군으로 변장하여 명효릉에서 탈출하는 데 성공했다. 청군은 약탈에 바빠서 검문할 겨를이 없었던 것이다. 약탈 후 도시에 불이 붙어 7월 26일까지 꺼지지 않았다.

## 결과
태평천국군의 지도자들은 대부분 탈출에 실패했다. 7월 21일 열왕 이만재가 순화에서 잡혔고, 같은 날 장왕 임소장과 어린 서왕 소우화가 호숙에서 살해되었다. 탈출에 성공한 이수성도 홍천귀복을 놓쳐 버렸다. 증국전은 7백 기병으로 추적하여 7월 22일에 이수성을 방산에서 사로잡았다. 7월 28일 전군 지휘관인 증국번은 이수성의 진술을 받기 위하여 난징에 도착했다. 이수성은 진술서가 완성된 8월 7일에 처형당했다.
이렇게 14년에 걸친 태평천국의 난이 끝났지만, 준왕 뇌문광은 염군과 합류하여, 4년에 걸쳐 전투를 계속하게 되었다.
3일간의 전투에서 백만의 태평천국군 중 십만이 사망하고, 더 많은 부상자를 냈다. 청군은 태평천국군을 섬멸하고, 이어 수많은 시민을 학살했다. 증국번 휘하의 한 사람이었던 조열문은 《능정거사일기》(能静居士日記)에서 도로에는 노인의 시신이 대량으로 굴러더니고, 두세살의 유아도 놀이처럼 죽임을 당했고, 40세 이하의 젊은 부녀자 납치되어 20만에서 30만 명의 희생자가 발생했다고 기록하고 있다. 소서장은 1937년 12월 일본군에 의한 ‘난징대학살’에 빗대 이 사건을 ‘상군판 난징대학살’이라고 말했다.

## 참고자료
- 《능정거사일기》(能静居士日記), 조문열
- 《近代中國史綱》, 郭廷以 (中央研究院近代史研究所所長)（중문대학교 출판사 1979, 홍콩 중문대학 2008)
- 《中国大虐殺史―中国人はなぜ人殺しが好きなのか》, 석평 비즈니스사, 2007년
- Franz H. Michael, ed.The Taiping Rebellion: History and Documents (Seattle,: 워싱턴 대학교 출판부, 1966). 3 vols. Volumes two and three select and translate basic documents.
- Jian, Youwen (1973). 《The Taiping Revolutionary Movement》. New Haven: 예일 대학교 출판부. ISBN 0300015429. Translated and condensed from the author's publications in Chinese; especially strong on the military campaigns, based on the author's wide travels in China in the 1920s and 1930s.